# Brennsee
Brennsee ali Feldsee je jezero v Gegendtalu (zgodovinsko slovensko Trebinjsko podolje) na Koroškem. Nahaja se v občini Feld am See (zgodovinsko konstruirano / ne v rabi slovensko Obernšec). Jezero se uporablja kot kopalno jezero.

## Geografija
Jezero Feldsee leži med pobočji Mirnocka in Wöllaner Nock, ki se strmo spuščajo proti jezeru, v dolinski kotanji Gegendtal. Pobočja Mirnocka so poraščena z gozdom, medtem ko so na soncu izpostavljena pobočja severno od jezera pretežno pašniki in nekaj večjih kmetij.

## Hidrologija in ekologija
Jezero se napaja iz podtalnice na eni strani in preko več manjših pritokov s severa na drugi. Odtok iz jezera se izliva v reko Kleinkirchheimer Bach, ki se nato kot reka Riegerbach izliva v Milštatsko jezero. Povprečni odtok je 80 l/s. Jezero se obnavlja približno 2,5 leta.
Jezero je holomiktično in poleti jasno stratificirano. Poleti se površinska temperatura dvigne do 23 °C.
Jezerska voda ima zelo nizko vsebnost apna, zato je jezero eno od dolinskih jezer z najnižjo vsebnostjo apna na Koroškem.
Povodje jezera meri 8,3 km².
Naselja na povodju so bila na kanalizacijo priključena  med letoma 1976 in 1981, od takrat pa se odpadne vode čistijo v čistilni napravi Millstätter See v Špitalu ob Dravi. Vendar so od približno leta 1975 dalje odpadne vode in gnojevka s kmetij povzročale hudo evtrofikacijo jezera. Od leta 1985 so na obrežnem območju opazili močno zapleveljenost z Elodea canadensis, klasastim rmancem in več vrstami iz rodu Potamogeton. Poleg tega se je močno povečalo število lebdečih alg in redno cvetenje modrozelenih alg. Voda je bila zelo motna, na površini pa se je pojavila tudi pena. Mehansko odstranjevanje plevela je bilo neučinkovito. Leta 1991 je bil izdelan koncept prenove. Leta 1992 je bil nameščen globokovodni prezračevalni sistem.
Po sanacijskih ukrepih je bilo jezero leta 2009 s higienskega vidika ocenjeno kot zelo dobro, trofično stanje pa je bilo uvrščeno med šibko mezotrofne.

## Živali
V jezeru se pojavlja naslednjih 16 vrst rib:
- Jegulja (Anguilla anguilla)
- klen (Leuciscus cephalus)
- ostriž (Perca fluviatilis)
- pezdirk (Rhodeus sericeus amarus)
- ploščič (Abramis brama)
- androga (Abramis bjoerkna)
- evropska ščuka (Esox lucius)
- krap (Cyprinus carpio)
- zelenika (Alburnus alburnus)
- nosata ozimica (Coregonus lavaretus)
- rdečeoka (Rutilus rutilus)
- rdečeperka (Scardinius erythrophthalmus)
- linj (Tinca tinca)
- jezerska postrv (Salmo trutta f. lacustris)
- som (Silurus glanis)
- smuč (Sander lucioperca)

Letni pridelek je 30 do 40 kg/ha. Ta precej visoka vrednost je dosežna z močno populacije rib in bogatega podvodnega rastlinja. Večino prihodkov predstavljajo ribe, ki se gojijo kot ščuke in krapi. Dobro populacijo imajo tudi somi in ostriži. Med mirnimi ribami prevladujejo rdečeoka, rdečeperka in zelenika.
Rak jelševec (Astacus astacus) je v jezeru izumrl v sedemdesetih letih 20. stoletja. Od leta 1992 vsako leto izpustijo okoli 1000 osebkov, da bi v jezeru ponovno vzpostavili populacijo.